# Paraguay
Paraguay, oficial Republica Paraguay (Spaniolă: República del Paraguay, pron. IPA [re'puβlika del para'ɣwaj], limba guarani: Paraguái Tavakuairetã), este o țară fără ieșire la mare în America de Sud. Este așezată pe malul râului Paraguay, având frontieră cu Argentina spre sud și sud-vest, cu Brazilia spre nord-est și cu Bolivia spre nord-vest. Numele țării semnifică „apa ce merge spre apă”, derivat din cuvintele pará („ocean”), gua („spre”), și y („apa”) din limba amerindiană guaraní. Expresia în l. guaraní adesea se referă exclusiv la capitala Asunción, în spaniolă se referă la întreaga țară.
Este divizat în 19 departamente și districtul capitalei. Capitala: Asunción (530 mii loc.). Alte orașe: Concepcion, Ciudad del Este, San Lorenzo, Caazapa, Villarrica.

## Geografie
Teritoriul țarii e împărțit în două regiuni geografice separate de fluviul Paraguay: partea nord-vestică reprezintă o câmpie înaltă (Chaco), cu puțină vegetație și temperaturi înalte, partea estică constă dintr-o câmpie joasă, străbătută de fluviul Paraguay și un podiș  deluros (altitudinea maximă 680 m) brăzdat de afluenții fluviului Parana, cu păduri ecuatoriale și precipitații abundente. Pădurile tropicale ocupă 51 % din teritoriul țării.
- Fauna: jaguari, căprioare, păsări exotice.

## Istorie
Societatea precolumbiană din teritoriul de azi al Paraguayului a constat în triburi seminomade, care au fost recunoscute pentru tradițiile lor războinice de temut. Aceste triburi indigene au fost membri a cinci familii de limbi distincte, și 17 grupuri etnolingvistice distincte. Primii europeni au sosit în zonă în secolul al șaisprezecelea iar orașul Asunción a fost fondat la 15 august 1537, de către exploratorul spaniol Juan de Salazar de Espinosa. În cele din urmă, Orașul a devenit centrul unei provincii coloniale spaniole, precum și principala bază a misiunilor iezuite pentru fondarea de așezări în America de Sud în secolul al optsprezecelea. 

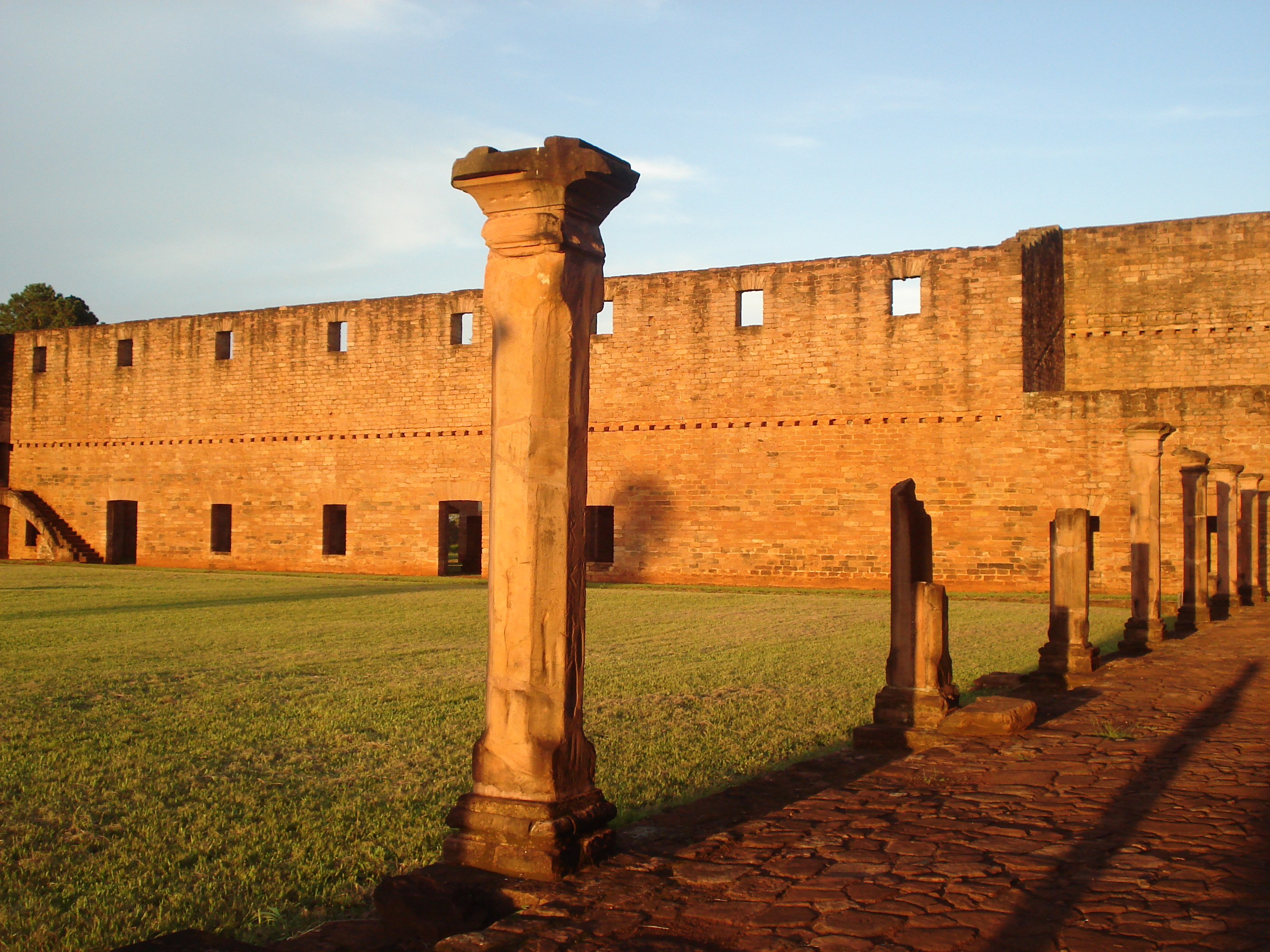
Ruinele unei misiuni iezuite din secolul 18.

Misiunile iezuite au fost fondate și au înflorit în estul Paraguayului pentru aproximativ 150 de ani, până la expulzarea iezuiților de către soldații coroanei spaniole în 1767. Paraguay își câștigă independența fată de Spania la 15 mai 1811. Istoria Paraguayului a fost caracterizată de perioade lungi de instabilitate politică și luptele interne și războaie devastatoare cu vecinii săi. Paraguay a luptat în Războiul Triplei Alianțe împotriva Braziliei, Argentinei și Uruguayului, și a fost învins în 1870, după cinci ani în cel mai sângeros război din America de Sud. Populația antebelică a Paraguayului de aproximativ 525 de mii a fost redusă la aproximativ 221.000 în 1871, din care doar aproximativ 28.000 au fost bărbați. Paraguay a suferit, de asemenea, pierderi teritoriale în favoarea Braziliei și Argentinei. În războiul Chaco a luptat contra Boliviei, pe care a învins-o în 1930, restabilind suveranitatea Paraguayului asupra regiunii numite Chaco, dar reține câștiguri teritoriale suplimentare ca un preț al păcii. Istoria  oficială a Paraguayului este plină de dispute între istorici, profesori și politicieni. Autenticitatea evenimentelor istorice, războaie, în special, variază în funcție de faptul unde a fost scrisă în Paraguay, Argentina, Uruguay, Brazilia, Bolivia, Europa de Vest sau America. Atât Partidul Colorado cât și Partidul Liberal mențin versiuni distincte oficiale. În timpul jefuirii Asuncionului în 1869, Armata Imperială braziliană a răscolit și a mutat Arhivele Naționale Paraguayene la Rio de Janeiro, făcând dificil de studiat această perioadă a istoriei Paraguayului. Între 1904 și 1954, Paraguay a avut treizeci și unu de președinți, dintre care majoritatea au fost eliminați de la putere prin lovituri de stat. Între 1954 și 1989 Paraguay a fost sub dictatura lui Alfredo Stroessner. Stânga condusă de fostul episcop Fernando Lugo a repurtat o victorie istorică în alegerile prezidențiale din Paraguay în aprilie 2008, învingând candidatul partidului de guvernământ și se încheie astfel 61 ani de guvernare conservatoare. Lugo a câștigat cu aproape 41 % din voturi, comparativ cu aproape 31% pentru Blanca Ovelar, candidat al partidului Colorado.

## Economie
- Economia țării e bazată pe creșterea animalelor (în special a bovinelor pentru carne), exploatări forestiere și comerț.
- Se cultivă: trestie de zahăr, manioc, porumb, citrice, banane, arahide, tutun, grâu, orez, iar în ultimul timp mai cu seamă bumbac și soia (locul 1 în lume  raportat la cap de locuitor).

În industria extractivă (petrol, cărbune, caolin, ghips), energetică (două mari hidrocentrale pe Parana), de prelucrare a lemnului și a produselor agricole (zahăr, ulei vegetal, uleiuri aromatice din citrice, conserve și extracte din carne, tutun, etc.).
Se practică pescuitul fluvial.
- Exportă: bumbac și fibre de bumbac, faină de soia, lemn și materiale din lemn, carne conservată, ulei vegetal. Substanțe oleaginoase, parfumuri, tutun.
- Importă: mașini și utilaje industriale, produse metalurgice, echipament de sport, combustibili, produse chimice și farmaceutice.
- Comerț extern: cu Brazilia, Argentina, SUA, Germania, Franța, etc.
- Căi ferate: 441 km.
- Căi rutiere: 29.317 km.

## Demografie
- Densitatea: 13 loc./km2.
- Rata populației urbane: 52%
- Durata medie a vieții: 71 de ani.

## Cultură

### Patrimoniu mondial UNESCO
Misiunile iezuite "La Santisima Trinidad de Paraná" și "Jesus de Tavarangue" au fost înscrise în anul 1993 pe lista patrimoniului mondial UNESCO.